# أيدمير
أيدمير هي قرية في مقاطعة ميانة، إيران. عدد سكان هذه القرية هو 76 في سنة 2006.